# Out There with Betty Carter
Out There with Betty Carter (также просто Out There) — первый сольный студийный альбом американской певицы Бетти Картер, записанный с ансамблем под руководством альт-саксофониста Джиджи Грайса. Аранжировки были сделаны Грайсом, Рэем Коуплендом, Мелбой Листон, Бенни Голсоном и Томми Брайсом. Альбом был спродюсирован Эсмондом Эдвардсом и выпущен в декабре 1958 году на лейбле Peacock’s Progressive Jazz.
Альбом представляет собой запись авангардного джаза. Акцентируя внимание на текущих событиях, на обложке фото были помещены спутник с фото певицы и ракета ВВС США, чтобы продемонстрировать, насколько далеко «Out There».
Все треки из альбома были переизданы на сборнике 1992 года I Can’t Help It, а сам альбом как таковой также был переиздан в 2005 году во Европе на лейбле Blue Moon Records.

## Отзывы критиков
| Оценки критиков               | Оценки критиков |
| Источник                      | Оценка          |
| ----------------------------- | --------------- |
| AllMusic                      | [ 3 ]           |
| Billboard                     | [ 4 ]           |
| Encyclopedia of Popular Music | [ 5 ]           |
| The Penguin Guide to Jazz     | [ 6 ]           |

Рон Уинн из AllMusic назвал альбом «динамичным сетом». Историк музыки Гарт Алпер заявил, что этот альбом — хорошая демонстрация её формирующегося личного стиля.

## Список композиций
1. «You’re Driving Me Crazy» (Уолтер Дональдсон) — 1:45
2. «I Can’t Help It» (Бетти Картер) — 2:44
3. «By the Bend of the River» (Клара Эдвардс) — 2:07
4. «Babe’s Blues» (Рэнди Уэстон, Джон Хендрикс) — 2:49
5. «Foul Play» (Норман Мэпп) — 2:21
6. «You’re Getting to Be a Habit with Me» (Эл Дубин, Гарри Уоррен) — 3:30
7. «On the Isle of May» (Мак Дэвид, Андре Костеланец) — 2:02
8. «But Beautiful» (Джимми Ван Хьюзен, Сонни Берк) — 3:58
9. «All I’ve Got» (Дэвид Коул) — 2:15
10. «Make It Last» (Боб Хеймс, Гленн Г. Пакстон) — 4:30
11. «Blue Bird of Happiness» (Эдвард Хейман, Шандор Хармати) — 1:30
12. «Something Wonderful» (Ричард Роджерс, Оскар Хаммерстайн II) — 3:35

## Участники записи
- Альт-саксофон — Джимми Пауэлл (треки 1-6), Томми Грайс (1-6)
- Аранжировка — Бенни Голсон, Мелба Листон, Рэй Коупленд, Томми Грайс
- Аранжировка, дирижёр — Джиджи Грайс
- Баритон-саксофон — Сахиб Шихаб (1-6)
- Бас-гитара — Сэм Джонс (1, 3-6), Пек Моррисон (2, 7-12)
- Вокал — Бетти Картер
- Ударные — Спекс Райт
- Фортепиано — Уинтон Келли
- Дирижер — Дейв Кларк
- Тенор-саксофон — Бенни Голсон (1-6)
- Тенор-саксофон, флейта, фагот — Джером Ричардсон (7-12)
- Тромбон — Мелба Листон
- Труба — Кенни Дорэм (1-6), Рэй Коупленд